# Microcharacidium
Genre
Microcharacidium est un genre de poissons d'eau douce téléostéens sud-américains de la famille des Crenuchidae (les « dards de sable ») (ordre des Characiformes).

## Liste des espèces
Selon World Register of Marine Species (22 octobre 2023) :
- Microcharacidium bombioides Vieira & Netto-Ferreira, 2021
- Microcharacidium eleotrioides (Géry, 1960)
- Microcharacidium geryi Zarske, 1997
- Microcharacidium gnomus Buckup, 1993
- Microcharacidium weitzmani Buckup, 1993

## Systématique
Le nom valide complet (avec auteur) de ce taxon est Microcharacidium Buckup (d), 1993.

## Étymologie
Le nom générique, Microcharacidium, est la combinaison du grec ancien , micros, « petit », et de Characidium, le genre type de cette sous-famille, et fait référence à la très petite taille de ces espèces (inférieure à 30 mm, queue non comprise).

## Publication originale
- (en) Paulo Buckup, « Review of the characidiin fishes (Teleostei: Characiformes), with descriptions of four new genera and ten new species », Ichthyological Exploration of Freshwaters, Verlag Dr. Friedrich Pfeil (d), vol. 4, no 2,‎ juillet 1993, p. 97-154 (ISSN 0936-9902).